# 头城董庆寺

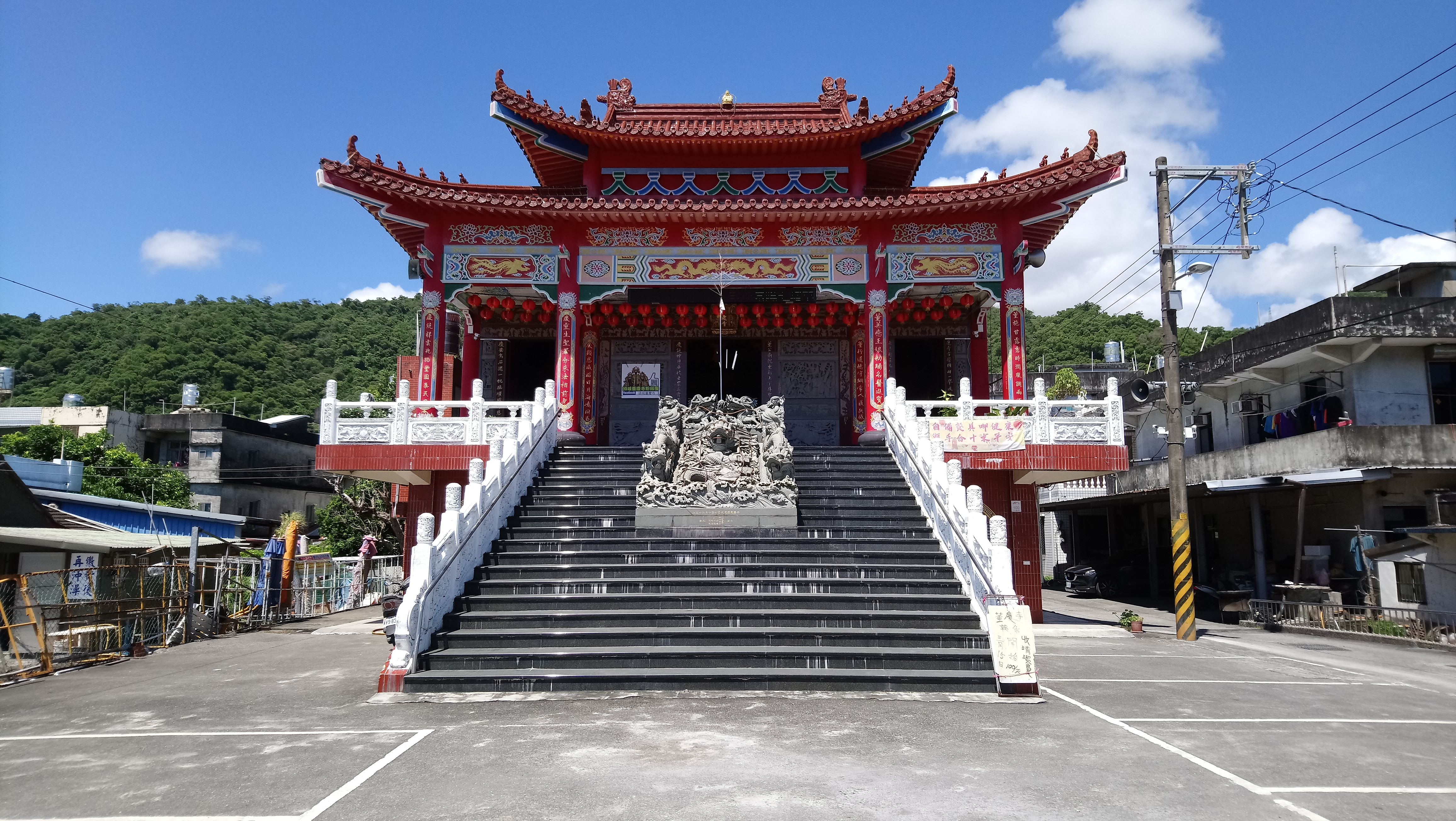
董慶寺

頭城董慶寺位於臺灣宜蘭縣頭城鎮烏石港港口，主奉董公真人。

## 沿革
依2010年版《內政部全國寺院宮廟基本資料調查表》所載的廟宇沿革：翁妹攜帶捧奉董公真人到臺灣宜蘭頭圍武營定居，1920年孫子翁英遷徒港澳庄火燒寮並設神壇，並以李元帥、三山國王陪祀。1949年由張金生、薛銀燈等發貣建廟。1968年改建，後於1989年再度改建。
依2003年《宜蘭縣民間信仰》所載，原先董公真人神向最早供奉在北宜公路山腳的翁阿英(一說翁亞英)家，之後被北港口的莊家招贅時，並迎請董公至此奉祀，1949年建廟。

## 外部來源
- 中央研究院人文社會中心地理資訊科學研究專題中心（页面存档备份，存于）
- Blog 宜蘭縣政府教育處（页面存档备份，存于）
- 香港中通社 台灣宜蘭縣董慶寺舉行遶境及踩踏火盆 （页面存档备份，存于）